# Nycteola britana
Nycteola britana är en fjärilsart som beskrevs av Mcdunnough 1943. Nycteola britana ingår i släktet Nycteola och familjen trågspinnare. Inga underarter finns listade i Catalogue of Life.